# Полет 431 на „Кения Еъруейс“
Полет 431 на „Кения Еъруейс“ е международен пътнически полет от международното летище „Феликс-Уфуе-Буани“, Абиджан, Кот д'Ивоар, до международното летище Джомо Кениата, Найроби, Кения, с междинно кацане на международното летище „Муртала Мухамед“, Лагос, Нигерия, управляван от кенийската национална авиокомпания „Кения Еъруейс“. На 30 януари 2000 г. самолетът „Еърбъс A310-304“, който изпълнява полета, се разбива в морето край Кот д'Ивоар, малко след излитане от „Феликс-Уфуе-Буани“. На борда има 179 души, от които 169 пътници. Оцеляват 10 души.
Разследването е поето от анкетна комисия на правителството на Кот д'Ивоар с помощта на Бюрото за разследване и анализ на безопасността на гражданската авиация на Франция. Заключението е, че катастрофата е причинена от неправилна реакция на екипажа на полета след активиране на фалшиво предупреждение за срив. След катастрофата бюрото издава препоръки за по-добро обучение на пилотите по отношение на справянето с фалшиво предупреждение за срив. В хода на разследването френското бюро научва за нова процедура за възстановяване на срива и заявява, че тази процедура ще бъде включена в бъдещите ръководства за полетна експлоатация.
Това е най-смъртоносната катастрофа с участието на „Еърбъс A310“ и най-смъртоносната в историята на Кот д'Ивоар. Също така инцидентът е първата фатална катастрофа за „Кения Еъруейс“, както и най-смъртоносната. Авиокомпанията компенсира семействата на 60 нигерийци; всяко семейство получава по 130 000 щ. д. (еквивалентни на 223 695 долара през 2023 г.).